# Saklumiljá
Saklumiljá är en ort i Mexiko.   Den ligger i kommunen Oxchuc och delstaten Chiapas, i den sydöstra delen av landet, 800 km öster om huvudstaden Mexico City. Saklumiljá ligger 1 682 meter över havet och antalet invånare är 438.
Terrängen runt Saklumiljá är lite bergig. Runt Saklumiljá är det ganska tätbefolkat, med 75 invånare per kvadratkilometer. Närmaste större samhälle är Chanal, 16,9 km söder om Saklumiljá. I omgivningarna runt Saklumiljá växer i huvudsak städsegrön lövskog.